# Lac Noir (mont Granier)
Pour les articles homonymes, voir Lac Noir.

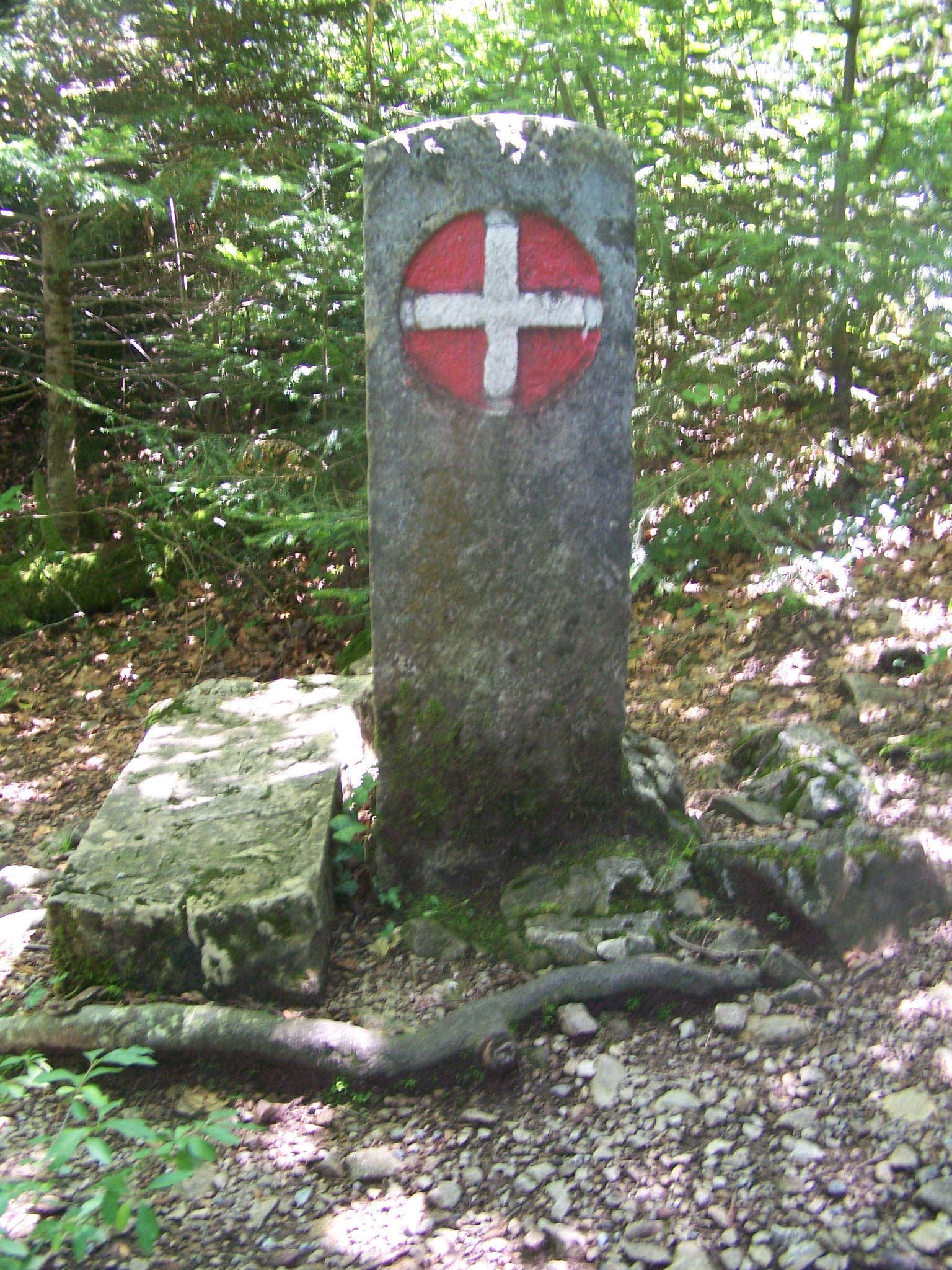
La borne-frontière placée sur le sentier, vue ici du côté du lac, en Savoie.

Le lac Noir est un petit lac de montagne situé au pied du mont Granier, dans le département de la Savoie en région Auvergne-Rhône-Alpes.

## Situation
Le lac Noir est situé au pied du mont Granier, sur son flanc nord-ouest situé sur le département de la Savoie. Il s'agit d'un petit lac peu profond entouré de roseaux et d'arbres bien caché dans le bois de Chapareillan mais sur le territoire communal de Porte-de-Savoie (anciennement Les Marches dans ce secteur) et non loin de celui d'Apremont à quelques mètres au nord-ouest. Il n'est accessible qu'à pied, en suivant un sentier forestier à partir de la route entre la commune de Chapareillan et le col du Granier.
Le mont Granier constitue la séparation entre les actuels départements de la Savoie et de l'Isère. Il est évident cependant que le lac est bien situé sur le territoire de la Savoie puisqu'en 1822, lorsque le souverain de Piémont-Sardaigne retrouve ses terres au lendemain de la chute de Napoléon Ier, celui-ci fait placer une borne-frontière sur l'actuel chemin pédestre délimitant le duché de Savoie et la province française du Dauphiné.

## Formation
Le lac Noir est issu du grand éboulement du mont Granier du 25 novembre 1248. 500 millions de m³ d'éboulis dévalent alors la pente nord-est, rasant 5 communes et faisant plus de 5 000 victimes. Leur épandage forme ce que l'on appelle les abymes de Myans et bouche également plusieurs ruisseaux. Leurs eaux se déversent alors dans les trous formant les abymes et y stagnent avant de resurgir à la surface sous la forme de lacs. Le mont Granier est en effet entouré, sur sa face nord-ouest, de plusieurs petits lacs dont le plus connu est le lac Saint-André. Ce phénomène ne s'étant pas produit en quelques jours, il est donc impossible de révéler la date exacte de l'apparition du lac.

## Toponymie
Le lac Noir détient son nom du fait de la couleur de ses eaux. Il s'agit en effet d'un très petit lac de quelques dizaines de mètres de diamètre, entouré d'une végétation très dense autour de lui. Les arbres, des bouleaux principalement, donc assez sombres, situés en cercle près de ses rives se reflètent dans l'eau, et leur hauteur fait que ce reflet sombre atteint la rive depuis laquelle l'observateur regarde le lac. Ainsi l'impression en est donnée que ce lac est entièrement sombre (noir).
Ce nom, dit-on, proviendrait également du fait que le romancier savoyard Henry Bordeaux, dans son ouvrage Le lac Noir ou le sorcier de Myans raconte comment les sorciers de la région s'y donnaient rendez-vous.